# Thaba-Tseka
Thaba-Tseka è un centro abitato del Lesotho, situato nel distretto omonimo.